# 1964年夏季奧林匹克運動會棒球比賽
1964年夏季奧林匹克運動會棒球比賽於10月11日在日本東京舉行，本次賽事為雙重賽，仍為表演賽性質，由大學球員組成的美國隊分別與日本大學隊及日本社會人隊進行一場比賽。最終美國隊以2比2與日本大學隊平手，並以3比0擊敗日本社會人隊。
日本早在1940年就有機會舉辦奧運棒球項目，並邀請日本、美國、中華民國、菲律賓、夏威夷、英國、德國、墨西哥、古巴，共九國參賽。然而後來東京奧運因二戰取消，此項計畫也因此作罷，棒球在奧運的發展也因此受到重大影響。

## 陣容
美國隊由知名的南加大教練羅德·德多籌組與帶領，其代表隊中後來有8名球員進入大聯盟。由於此代表隊不被列入正式的奧運代表隊中，因此球員無法入住奧運選手村，甚至還一度住在基督教青年會館中，後來才住進其他東京的旅館，然而正因為不住在選手村中，代表隊的球員亦未如其他入住選手村的運動員般受到宵禁的限制。
日本大學隊與社會人隊的球員，也有許多後來進入了日本職棒，如曾兩度獲選太平洋聯盟最有價值球員的長池德士，即在日本大學隊的名單中。

## 賽事安排
奧運的兩場比賽並非美國代表隊此行唯一參與的比賽，而是14場表演賽(日本9場、韓國5場)中的其中兩場，其目的是為了推廣棒球運動，並推動棒球成為奧運正式項目。
由於棒球並非正式項目，球員無法參與開幕式，因此雙方賽前還自行舉辦了開幕典禮，包括了升旗、播放國歌、致詞等環節。

## 賽事結果
| 美国                        | 1 | 0 | 0 | 0 | 0 | 0 | 0 | 0 | 1 | 2 | 3 | 1 |
| 日本大學隊                  | 1 | 0 | 0 | 0 | 1 | 0 | 0 | 0 | 0 | 2 | 5 | 2 |
| 觀眾人數： 50000 比賽總記錄 |   |   |   |   |   |   |   |   |   |   |   |   |

| 美国                        | 0 | 0 | 0 | 2 | 0 | 1 | 0 | 0 | 0 | 3 | 9 | 0 |
| 日本社會人隊                | 0 | 0 | 0 | 0 | 0 | 0 | 0 | 0 | 0 | 0 | 6 | 1 |
| 觀眾人數： 50000 比賽總記錄 |   |   |   |   |   |   |   |   |   |   |   |   |

## 外部連結
- 1964年夏季奧林匹克運動會棒球比賽在台灣棒球維基館上的頁面（繁體中文）